# Рейтерн, Христофор Романович
Христофо́р Рома́нович Ре́йтерн (19 [30] августа 1782 — сентябрь 1833) — немец, офицер-кавалерист русской императорской армии, генерал-лейтенант, участник Наполеоновских войн; старший брат живописца Евграфа Рейтерна, отец государственного деятеля графа Михаила Рейтерна.

## Биография
Происходил из дворян Лифляндской губернии, родился 29 сентября 1782 года в Валке и, получив домашнее воспитание, поступил на службу «генеральным писарем» при генерале Бенкендорфе 19 мая 1792 года. 23 февраля следующего года он был произведён в прапорщики Нашебургского мушкетёрского полка, из которого, однако, за двухдневную просрочку, был исключён 19 января 1796 года.
23 мая 1797 года Рейтерн был принят в Стародубовский кирасирский полк и 19 июня 1798 года произведён в поручики. С этим полком Рейтерн участвовал в Итальянских походах 1799 и 1800 годов против французов, находясь в составе корпуса генерала Римского-Корсакова, действовавшего со стороны Швейцарии; затем он участвовал в кампании 1805 года и был в сражении при Аустерлице.
Возвратясь в Россию, Рейтерн с полком был вскоре направлен в Восточную Пруссию, которой император Александр I оказывал в это время содействие в войне её с Наполеоном. Рейтерн участвовал в кавалерийских делах на реке Пассарге и под Гутштадтом, а также в сражениях при Гейльсберге и под Фридландом.
По заключении Тильзитского мира, Рейтерн был переведён в лейб-гвардии Гусарский полк, в котором и продолжал службу до 1811 года, когда, в чине подполковника, был переведён в Александрийский гусарский полк.
В Отечественную войну 1812 года Рейтерн принимал участие в сражениях при Кобрине, при Пружанах, в разбитии польской дивизии генерала Косинского 3 ноября и, наконец, при взятии укрепления при городе Борисове и последовавших сражениях, имевших целью воспрепятствовать армии Наполеона совершить переправу через реку Березину, после чего участвовал в преследовании французских войск до Вильно. 22 ноября 1812 года Рейтерн был награждён орденом св. Георгия 4-й степени (№ 1102 по кавалерскому списку Судравского и № 2469 по списку Григоровича — Степанова)
В воздаяние ревностной службы и отличия, оказанного в кампанию против французских войск 1812 года, а особенно в сражениях 29 июля при отступлении из под города Пружан и 31 июля, где, командуя эскадроном, отличился мужеством и храбростию.
Затем Рейтерн находился в Заграничном походе; за отличие в деле при Люцене он был произведён в полковники, а затем был в делах при Бунцлау и Кацбахе; за оказанные отличия в разных делах этой кампании он был награждён орденами Св. Анны 2-й степени и Св. Владимира 4-й степени, а за трёхдневную битву под Лейпцигом — алмазными знаками к ордену Св. Анны 2-й степени.
В кампанию 1814 года Рейтерн участвовал в сражениях при Сен-Дизье, при Бриенне, Ла-Ротьере и за отличие, оказанное в сражении при Краоне, награждён золотой саблей с надписью «За храбрость».
По заключении Парижского мира Рейтерн возвратился в отечество, но при новом появлении Наполеона вновь совершил поход во Францию. По возвращении в Россию, Рейтерн 1 июня 1815 года был утверждён командиром Александрийского гусарского полка и затем, произведённый 12 декабря 1819 года в генерал-майоры, был назначен, вместе с тем, и командиром 1-й бригады 1-й гусарской дивизии. 17 ноября 1827 года Рейтерн был назначен командиром Бугской (впоследствии 4-й) уланской дивизии.
Война с Турцией начавшаяся в 1828 году снова призвала Рейтерна к боевой деятельности: ему был вверен отряд в авангарде, с которым он переправился через реку Прут и затем через реку Серет и вскоре принял участие в делах при обложении Браилова, при отражении неприятельских вылазок, при штурме крепости 3 июня и при взятии её 7 числа и награждён был орденом св. Анны 1-й степени за примерное мужество, неустрашимость и отличие, оказанные в продолжение всей осады Браилова. Затем Рейтерн участвовал в движении к Туртукаю и в действиях против этого укрепления и находился для прикрытия работ по построению моста через Дунай. Позднее он участвовал в блокаде Журжи и при отражении вылазки из неё турецких войск (21 августа), а затем и в блокаде при Турно (со 2 октября по 14 ноября), после чего русская армия расположилась на зимние квартиры в Молдавии.
В кампанию 1829 года Рейтерн, переправившись с отрядом через Прут и Дунай и вступив в пределы Болгарии, двинулся на крепость Исакчи, Кюстенджи и Варну, причём 18 мая был в деле при Козлуджи и участвовал в поражении армии верховного визиря при Кулевче. Он находился в авангарде 7-го пехотного корпуса, направленного для преследования рассеявшихся войск визиря на реку Камчик, а затем присоединился к войскам, обложившим крепость Шумлу, и участвовал в отражении сильной вылазки, сделанной из крепости турками 29 июля. За это Рейтерн был награждён орденом св. Владимира 2-й степени. Далее, он участвовал в переходе через Балканы; спустясь к долине Румелии, он с отрядом следовал через Айдос в Сливно, принимал участие в занятии главными силами русской армии этого города, а затем и Адрианополя, где вскоре и был заключен мир.
Произведённый 20 декабря 1829 года в генерал-лейтенанты, Рейтерн вступил снова в пределы России в 1830 году, а через год принял со своей дивизией участие в военных действиях против поляков: после разгрома мятежников при Дашеве 2 мая 1831 года на Рейтерна было возложено их преследование до австрийских границ.
По окончании войны Рейтерн с дивизией возвратился в округи Херсонского военного поселения, где была расположена его дивизия. В 1832 году он был назначен командиром 2-й уланской дивизии, но болезненное состояние побудило его просить об освобождении от этой должности, и 28 июня 1833 года он был назначен состоять по кавалерии, а в сентябре того же года скончался.

## Семья
Был женат на Екатерине (Каролине) Ивановне, урождённой Гельфрейх. Их дети:
- Михаил (1820—1890), министр финансов, затем председатель Комитета министров.
- Христофор (1824—1859), полковник, командующий (1856–1858) Башкиро-мещерякским войском.
- Юлия (1816—1893), замужем за бароном Г. Г. Нолькеном. Их сын Владимир унаследовал графский титул М. Х. Рейтерна.
- Жанетта (1831—1905)
- Луиза (1833—?)

Брат Христофора Романовича Евграф (Гергард) был известным художником и тестем поэта В. А. Жуковского.